# Кимбъл (окръг, Тексас)
Окръг Кимбъл (на английски: Kimble County) е окръг в щата Тексас, Съединени американски щати. Площта му е 3240 km², а населението - 4468 души (2000). Административен център е град Джънкшън.